# LDLC Arena
El LDLC Arena, denominado así por el contrato de nombre con LDLC para el período 2023-2031, es un pabellón de deportes propiedad de OL Groupe. El edificio se utiliza principalmente para eventos deportivos y conciertos. Está ubicado en Décines-Charpieu, Gran Lyon, Francia.

## Historia

### Proyecto de construcción
El 7 de diciembre del 2018, el club de baloncesto ASVEL Lyon-Villeurbanne anunció un proyecto de estadio multifunción que albergaría, en particular, partidos del LDLC ASVEL de la Euroliga.
En febrero del 2019, Jean-Michel Aulas, propietario y presidente del Olympique de Lyon, anunció planes para construir una sala polivalente junto al estadio. Se convertiría en una parte más del OL Vallée y ofrecería entre 10.000 y 15.000 plazas. Aulas también afirmó que se estaban manteniendo conversaciones con el exjugador de la Asociación Nacional de Baloncesto Tony Parker, propietario del club de baloncesto ASVEL Lyon-Villeurbanne, sobre el traslado del Astroballe al nuevo estadio. En junio de 2019, Aulas y Parker se asociaron con OL adquiriendo una participación minoritaria del 25% en LDLC ASVEL y LDLC ASVEL Féminin, y ASVEL jugará sus partidos en casa de la Euroliga en el nuevo estadio. El club seguiría jugando los partidos restantes en el Astroballe.
A mediados de junio de 2021, el ASVEL Lyon-Villeurbanne fue aceptado como accionista de la Euroliga con derecho permanente a participar con la licencia A. Para ello, el club necesitaba una sede que cumpliera con los requisitos de la Euroliga para partidos internacionales; el Astroballe tenía 5.556 asientos.
En julio deL 2021, el Olympique Lyon adjudicó al estudio de arquitectura Populous and Citinea, filial del grupo constructor francés Vinci, el contrato para diseñar y construir la sala polivalente en Décines-Charpieu, comuna ubicada en la Metrópolis de Lyon, Francia. Según información reciente, la sala ofrecería entre 12.000 y 16.000 asientos y sería la sala de eventos más grande fuera de París, con entre 80 y 120 eventos al año, como conciertos, competiciones deportivas y de deportes electrónicos, seminarios y ferias comerciales. Las dos empresas ya participaron en el diseño y la construcción del estadio Groupama, inaugurado en el 2016. Según los planes, la construcción, con un coste previsto de 141 millones de euros, comenzaría a finales del 2021 y finalizaría dos años más tarde, a finales del 2021, aunque se alargó debido a trámites, por el que se completaría a finales del 2023. A mediados de octubre de ese año, el Olympique Lyonnais Groupe firmó un contrato plurianual con Live Nation Entertainment. El acuerdo comenzó con la construcción a principios del 2022.
El nombre de la sala polivalente se presentó a principios de diciembre del 2021. Groupe LDLC, propietario de tiendas de informática y tecnología y patrocinador del ASVEL Lyon-Villeurbanne y de la división de deportes electrónicos del Olympique Lyon, sería el patrocinador principal del arena de eventos durante ocho años.
A principios de febrero del 2022 se completaron los movimientos de tierra iniciados en enero y se inició la construcción. En mayo de ese año, OL Groupe presentó un plan de financiación para la construcción del pabellón. El grupo se hizo cargo de toda la financiación. El proyecto contó con el apoyo de la filial OL Vallée Arena. Los costes previstos de 141 millones de euros debían financiarse mediante un capital social de 51 millones de euros y un arrendamiento inmobiliario de 90 millones de euros. El OL Vallée Arena firmó un contrato de arrendamiento inmobiliario con amortización de 15 años con un grupo de cinco bancos, que preveía un valor residual del 20 por ciento. Los primeros asientos de la nueva sala se entregaron en una ceremonia el 6 de septiembre del 2022.
La construcción de la estructura finalizó en febrero del 2023. A continuación se procedió al techado de la nave. Estaba previsto que estuviera cerrado a finales de marzo de ese año. La estructura de soporte pesa 1200 toneladas y se extiende 70 m. Para lograr un mejor equilibrio de CO2, la proporción de hormigón se redujo en un 25 por ciento en comparación con el plan original y se utilizó hormigón con bajas emisiones de carbono. La inauguración estará prevista para el 15 de diciembre de 2023. Estaba previsto que LDLC ASVEL jugara de 13 a 17 partidos en la arena al año.
Durante una visita al estadio el 12 de septiembre del 2023 de Xavier Pierrot, director general adjunto del Grupo OL y responsable del LDLC Arena, y Tony Parker, se anunciaron los primeros eventos en el nuevo edificio. El 23 de noviembre estaba previsto que el LDLC ASVEL se enfrentara al FC Bayern de Múnich en la inauguración de la Euroliga. Estaba previsto que se jugaran un total de once partidos de la Euroliga 2023-24 en el LDLC Arena. La comediante y actriz Florence Foresti también hizo su primera aparición en el escenario el 28 de noviembre. Está previsto que Sting y Lomepal actúen en diciembre de ese año. En 2024, le siguen, entre otros, Calogero, Shaka Ponk, Patrick Bruel y Michel Sardou.
Como se supo a finales de septiembre de 2023, el Olympique de Lyon tenía la intención de ceder parcial o totalmente el control del estadio. El empresario estadounidense John Textor completó la compra del Olympique Lyon en diciembre de 2022 a través de su holding Eagle Football Holdings. OL Groupe tenía una deuda neta de 321 millones de euros a finales del 2022, según sus últimas cuentas anuales, que arrojaron una pérdida neta en el primer semestre de 60,7 millones de euros. Textor quería eliminar todas las deudas no relacionadas con el Groupama Stadium en un plazo de dos años. Olympique hizo la oferta del 40% o el control total del LDLC Arena. En mayo de 2023, el club vendió una participación mayoritaria en el Olympique Lyonnais. Michele Kang. OL Groupe también estaba explorando la venta de OL Reign, una franquicia de fútbol femenino en Tacoma de la Liga Nacional de Fútbol Femenino de los EE. UU..

## Eventos

### Eventos de lucha libre profesional
La empresa estadounidense de lucha libre profesional WWE celebrará un evento en la arena en mayo de 2024 titulado Backlash France, que será el primer evento de pago por evento y transmisión en vivo de la compañía celebrado en el país galo.